# Robert Reid

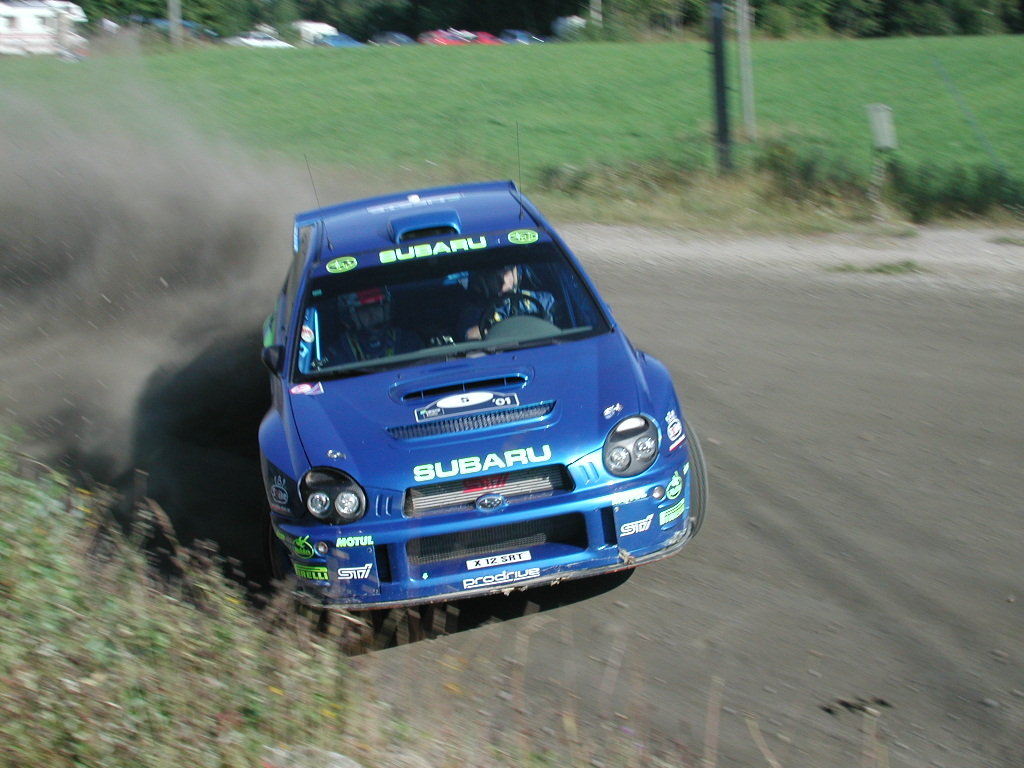
Richard Burns-el 2001-ben

Robert Reid (Perth, 1966. február 17. –) skót rali-navigátor. 2001-ben Richard Burns navigátoraként megnyerte a rali-világbajnokságot.

## Pályafutása
1984-ben hazájában vett részt első rali-versenyén. Pályafutása során navigált Alister valamint Colin Mcrae oldalán, ám karrierje nagy részét Richard Burns navigátoraként töltötte. 1991 és 2003 között Richarddal közösen százhárom rali-világbajnoki versenyen vett részt, tíz győzelmet szerzett és egy alkalommal világbajnokságot nyert. Burns 2003-as visszavonulása után Robert sem állt többé rajthoz a világbajnokság versenyein. (Richard Burns 2005-ben agytumorban meghalt.)
Tíz győzelmével a legsikeresebb skót navigátornak számít a világbajnokság történelmében. 

### Rali-világbajnoki győzelmei
| #   | Dátum                  | Rali            | Versenyző     | Autó                     | Összefoglaló |
| --- | ---------------------- | --------------- | ------------- | ------------------------ | ------------ |
| 1.  | 1998. feb 28-márc 2    | Szafari rali    | Richard Burns | Mitsubishi Lancer Evo IV | Összefoglaló |
| 2.  | 1998. november 22-24   | Brit rali       | Richard Burns | Mitsubishi Lancer Evo IV | Összefoglaló |
| 3.  | 1999. június 6-9       | Akropolisz-rali | Richard Burns | Subaru Impreza WRC       | Összefoglaló |
| 4.  | 1999. november 4-7     | Ausztrál rali   | Richard Burns | Subaru Impreza WRC       | Összefoglaló |
| 5.  | 1999. november 21-23   | Brit rali       | Richard Burns | Subaru Impreza WRC       | Összefoglaló |
| 6.  | 2000. február 25-27    | Szafari rali    | Richard Burns | Subaru Impreza WRC       | Összefoglaló |
| 7.  | 2000. március 16-19    | Portugál rali   | Richard Burns | Subaru Impreza WRC       | Összefoglaló |
| 8.  | 2000. május 11-14      | Argentin rali   | Richard Burns | Subaru Impreza WRC       | Összefoglaló |
| 9.  | 2000. november 23-26   | Brit rali       | Richard Burns | Subaru Impreza WRC       | Összefoglaló |
| 10. | 2001. szeptember 21-23 | Új-Zéland-rali  | Richard Burns | Subaru Impreza WRC       | Összefoglaló |

## Külső hivatkozások
- Reid profilja az ewrc.cz honlapon
- Profilja a rallybase.nl honlapon
- Subaru